# Desigualdad de Samuelson
En estadística, la desigualdad de Samuelson (o inecuación), que lleva el nombre del economista Paul Samuelson, también conocida como desigualdad de Laguerre Samuelson, en referencia al matemático Edmond Laguerre, declara que para cualquier colección de valores reales x1, ...,  xn, todos sus elementos están dentro de √n − 1 veces la desviación típica de la muestra no corregida, respecto a su media muestral.

## Declaración de la desigualdad
Sea
{\displaystyle {\overline {x}}={\frac {x_{1}+\cdots +x_{n}}{n}}}
la media de la muestra y
{\displaystyle s={\sqrt {{\frac {1}{n}}\sum _{i=1}^{n}(x_{i}-{\overline {x}})^{2}}}}
la desviación estándar de la muestra, entonces
{\displaystyle {\overline {x}}-s{\sqrt {n-1}}\leq x_{j}\leq {\overline {x}}+s{\sqrt {n-1}}\qquad {\text{para }}j=1,\dots ,n.}
La igualdad se mantiene a la izquierda (o a la derecha) para {\displaystyle x_{j}} si y solo si todos los (n − 1) {\displaystyle x_{i}} distintos de {\displaystyle x_{j}} son iguales entre sí y mayores (o más pequeños) que {\displaystyle x_{j}.}

## Comparación con la desigualdad de Chebyshov
La desigualdad de Chebyshov localiza una cierta fracción de los datos dentro de ciertos límites, mientras que la desigualdad de Samuelson ubica todos los datos dentro de ciertos límites.
Los límites dados por la desigualdad de Chebyshov no se ven afectados por el número de datos, mientras que para la desigualdad de Samuelson, los límites disminuyen a medida que aumenta el tamaño de la muestra. Por lo tanto, para conjuntos de datos suficientemente grandes, la desigualdad de Chebyshov es más útil.

## Aplicaciones
La desigualdad de Samuelson puede considerarse una razón por la que la studentización de residuos debe realizarse externamente.

## Relación con los polinomios
Samuelson no fue el primero en describir esta relación: el primero fue probablemente Edmond Laguerre en 1880, mientras investigaba las raíces (ceros) de los polinomios.
  
Considera un polinomio con todas las raíces reales:
 
{\displaystyle a_{0}x^{n}+a_{1}x^{n-1}+\cdots +a_{n-1}x+a_{n}=0}
 
Sin pérdida de generalidad, sea {\displaystyle a_{0}=1} y 
{\displaystyle t_{1}=\sum x_{i}} y {\displaystyle t_{2}=\sum x_{i}^{2}}
 
Entonces
{\displaystyle a_{1}=-\sum x_{i}=-t_{1}}
y
{\displaystyle a_{2}=\sum x_{i}x_{j}={\frac {t_{1}^{2}-t_{2}}{2}}\qquad {\text{ donde }}i<j}
En cuanto a los coeficientes.
{\displaystyle t_{2}=a_{1}^{2}-2a_{2}}
Laguerre demostró que las raíces de este polinomio estaban limitadas por
{\displaystyle -a_{1}/n\pm b{\sqrt {n-1}}}
donde
{\displaystyle b={\frac {\sqrt {nt_{2}-t_{1}^{2}}}{n}}={\frac {\sqrt {na_{1}^{2}-a_{1}^{2}-2na_{2}}}{n}}}
Se demuestra que {\displaystyle -{\tfrac {a_{1}}{n}}} es la media de las raíces y que b es la desviación estándar de las raíces.
Laguerre no advirtió esta relación con las medias y las desviaciones estándar de las raíces, estando más interesado en los límites en sí mismos. Esta relación permite una estimación rápida de los límites de las raíces y puede ser útil en su ubicación.
Cuando los coeficientes {\displaystyle a_{1}} y {\displaystyle a_{2}} son cero, no se puede obtener información sobre la ubicación de las raíces, porque no todas las raíces son reales (como se puede ver de acuerdo con la regla de los signos de Descartes) a menos que el término constante también sea cero.